# 茨城県社会人サッカーリーグ
茨城県社会人サッカーリーグ（いばらきけんしゃかいじんサッカーリーグ）は、全国の各都道府県にあるサッカーの都道府県リーグの一つ。茨城県の社会人チームが参加するリーグである。

## 概要・レギュレーション
茨城県社会人リーグは3部構成である（2025年度）。1部および3部は2回戦総当たり。2部は1回戦総当たりののち、上位・下位による順位決定リーグを行う。試合時間は1部・2部が90分、3部は80分。
- 1部（10チーム）
- 2部（10チーム×2ブロック[3]）
- 3部（8チーム×4ブロック）

### 昇格・降格について[4]
- 1部優勝チームは関東社会人サッカー大会の参加権を得る。同大会の上位2チームは関東サッカーリーグ2部に昇格となる。
- 1部9位・10位は2部に自動降格。1部8位は入替戦。
- 2部各ブロック優勝チームは1部リーグ昇格戦を行い、勝者は自動昇格、敗者は1部8位との入替戦。
- 2部各ブロック9位・10位は3部に自動降格。3部各ブロック優勝チームは2部に自動昇格。

昇降格に関しては、JFL・関東リーグの昇格降格数により変更があり、詳しくはリーグ運営委員会で審議し、役員会で決定する。

## 所属クラブ（2025年）

### 1部
- 境トリニタス
- 流通経済大学FC
- 鹿島さわやかFC
- FC ROWDY MORIYA
- アイデンティみらい
- セキショウFC
- Tsukuba Syukyu Club
- つくばFCネクスト
- 茨城教員葵FC
- 古河シティFC

| - FC古河 - 亀陵クラブマーベラス - 全神栖SC - セントラルFC坂東 - FCヴェレン大洗 - Sportiva.Tsukuba - FCエスペランサ - 筑波大学サッカー同好会お達者クラブ - Inter Tsukuba - 内原電機サッカー部 | - 水戸ホーリーホックC&L - 鹿島サッカークラブ - 石岡アセンブルFC - 日立水戸サッカークラブ - 日立グランデ・シャミネーFC - 原子力機構サイクル東海サッカー部 - FC潮来スペクターズ - 常陽銀行サッカー部 - IVNO MITO - MP常陸 |

## 歴代成績

### 1部
| 年度 | 優勝               | 2位                     | 3位                 | 4位                     | 5位                     | 6位                 | 7位                     | 8位                     | 9位                     | 10位               | 11位       |
| ---- | ------------------ | ----------------------- | ------------------- | ----------------------- | ----------------------- | ------------------- | ----------------------- | ----------------------- | ----------------------- | ------------------ | ---------- |
| 2005 | トステムFC         | 全神栖SC                | 鹿島さわやかFC      | クラブ・ドラゴンズ      | 日立グランデ シャミネー | 原研東海            | 日立水戸                | 茨城教員葵FC            | サイクル機構東海        | 常総アイデンティ   | 日立市役所 |
| 2006 | クラブ・ドラゴンズ | 原研東海                | トステムFC          | 日立水戸                | 茨城教員葵FC            | 鹿島さわやかFC      | サイクル機構東海        | 日立グランデ シャミネー | ジョイフル本田 つくばFC | 常陽銀行           |            |
| 2007 | 茨城教員葵FC       | 全神栖SC                | 鹿島さわやかFC      | JAEA.FC                 | 日立グランデ シャミネー | 日立水戸            | トステムFC              | 常総アイデンティ        | サイクル機構東海        | ファンファーレ日立 |            |
| 2008 | JAEA.FC            | 茨城教員葵FC            | 日立水戸            | 全神栖SC                | 鹿島さわやかFC          | トステムFC          | ジョイフル本田 つくばFC | 日立グランデ シャミネー |                         |                    |            |
| 2009 | 鹿島さわやかFC     | JAEA.FC                 | 日立水戸            | 茨城教員葵FC            | 全神栖SC                | トステムFC          | フーリガンFC            | サイクル機構東海        |                         |                    |            |
| 2010 | 鹿島さわやかFC     | JAEA.FC                 | 茨城教員葵FC        | 常総アイデンティ        | 日立水戸                | トステムFC          | 常陽銀行                | フーリガンFC            |                         |                    |            |
| 2011 | 茨城教員葵FC       | 鹿島さわやかFC          | 日立水戸            | 常総アイデンティ        | JAEA.FC                 | トステムFC          | スポルティーバつくば    | 日立グランデ シャミネー |                         |                    |            |
| 2012 | 鹿島さわやかFC     | 茨城教員葵FC            | JAEA.FC             | ジョイフル本田 つくばFC | 日立水戸                | 常総アイデンティ    | 常陽銀行                | LIXIL FC                |                         |                    |            |
| 2013 | 鹿島さわやかFC     | ジョイフル本田 つくばFC | 茨城教員葵FC        | 日立水戸                | JAEA.FC                 | 常総アイデンティ    | サイクル機構東海        | フーリガンFC            |                         |                    |            |
| 2014 | 鹿島さわやかFC     | 茨城教員葵FC            | 日立水戸            | 東海JFC                 | 常総アイデンティ        | 常陽銀行            | サイクル機構東海        | お達者クラブ            |                         |                    |            |
| 2015 | 鹿島さわやかFC     | 茨城教員葵FC            | 日立水戸            | 常総アイデンティ        | 常陽銀行                | 石下第一FC          | 東海JFC                 | 新日鐵住金鹿島          |                         |                    |            |
| 2016 | 鹿島さわやかFC     | アイデンティみらい      | 茨城教員葵FC        | DSCつくば               | 常陽銀行                | 日立水戸            | セントラルFC坂東        | 日立グランデ シャミネー |                         |                    |            |
| 2017 | アイデンティみらい | 鹿島さわやかFC          | Tsukuba Syukyu Club | 茨城教員葵FC            | 日立水戸                | 常陽銀行            | 全神栖SC                | DSCつくば               |                         |                    |            |
| 2018 | 鹿島さわやかFC     | Tsukuba Syukyu Club     | 茨城教員葵FC        | 日立水戸                | 境トリニタス            | 全神栖SC            | 常陽銀行                | カミーザ・ ドゥジィーFC |                         |                    |            |
| 2019 | 鹿島さわやかFC     | Tsukuba Syukyu Club     | 茨城教員葵FC        | 日立水戸                | 全神栖SC                | 境トリニタス        | AIKSC日立プライド       | ROWDY                   |                         |                    |            |
| 2020 | 鹿島さわやかFC     | 境トリニタス            | 茨城教員葵FC        | 日立水戸                | 全神栖SC                | Tsukuba Syukyu Club | セントラルFC坂東        | JFC Wellen              |                         |                    |            |
| 2021 | 境トリニタス       | 茨城教員葵FC            | 鹿島さわやかFC      | Tsukuba Syukyu Club     | 日立水戸                | ROWDY               | AIKSC日立プライド       | FCヴェレン大洗          | 全神栖SC                | セントラルFC坂東   |            |
| 2022 | 鹿島さわやかFC     | 境トリニタス            | Tsukuba Syukyu Club | FC ROWDY MORIYA         | FC古河                  | 茨城教員葵FC        | 水戸ホーリーホックC&L   | 日立水戸                |                         |                    |            |
| 2023 | 流通経済大学FC     | FC ROWDY MORIYA         | Tsukuba Syukyu Club | セキショウFC            | 鹿島さわやかFC          | 茨城教員葵FC        | FC古河                  | 鹿島SC                  |                         |                    |            |
| 2024 | 流通経済大学FC     | 鹿島さわやかFC          | FC ROWDY MORIYA     | アイデンティみらい      | セキショウFC            | Tsukuba Syukyu Club | つくばFCネクスト        | 茨城教員葵FC            | FC古河                  |                    |            |

| 昇 格 |
| 降 格 |

## 歴代優勝チーム

### 1部
| - 1989年 茨城教員 - 1990年 - 1991年 日立大みか - 1992年 プリマハムFC土浦 - 1993年 プリマハムFC土浦 - 1994年 日立水戸 - 1995年 ジョイフル本田 - 1996年 原研東海 - 1997年 日立水戸 - 1998年 日立水戸 - 1999年 原研東海 - 2000年 サイクル機構東海 | - 2001年 茨城教員葵FC - 2002年 日立水戸 - 2003年 鹿島さわやかFC - 2004年 クラブ・ドラゴンズ - 2005年 トステムFC - 2006年 クラブ・ドラゴンズ - 2007年 茨城教員葵FC - 2008年 JAEA.FC - 2009年 鹿島さわやかFC - 2010年 鹿島さわやかFC - 2011年 茨城教員葵FC - 2012年 鹿島さわやかFC | - 2013年 鹿島さわやかFC - 2014年 鹿島さわやかFC - 2015年 鹿島さわやかFC - 2016年 鹿島さわやかFC - 2017年 アイデンティみらい - 2018年 鹿島さわやかFC - 2019年 鹿島さわやかFC - 2020年 鹿島さわやかFC - 2021年 境トリニタス - 2022年 鹿島さわやかFC - 2023年 流通経済大学FC - 2024年 流通経済大学FC |